# Lijst van onroerend erfgoed in Zutendaal
Een overzicht van het onroerend erfgoed in de gemeente Zutendaal. Het onroerend erfgoed maakt deel uit van het cultureel erfgoed in België.

## Bouwkundig erfgoed
| Object                                   | Erfgoedstatus? | Bouwjaar of architect | Deelgemeente | Adres                 | Coördinaten                   | Nummer? | Afbeelding                               |
| ---------------------------------------- | -------------- | --------------------- | ------------ | --------------------- | ----------------------------- | ------- | ---------------------------------------- |
| Herenhuis                                |                |                       | Zutendaal    | Daalstraat 9          | 50° 55' 53" NB, 5° 34' 18" OL | 23235   | Herenhuis                                |
| Parochiekerk Onze-Lieve-Vrouw            | Monument       |                       | Zutendaal    | Kerkplein 1           | 50° 55' 55" NB, 5° 34' 17" OL | 23236   | Parochiekerk Onze-Lieve-Vrouw            |
| Semi-gesloten hoeve                      |                |                       | Zutendaal    | Hoogstraat 8          | 50° 55' 56" NB, 5° 34' 19" OL | 23237   | Semi-gesloten hoeve                      |
| Pastorie van de Onze-Lieve-Vrouwparochie | Monument       |                       | Zutendaal    | Vijverplein 2         | 50° 55' 51" NB, 5° 34' 13" OL | 23238   | Pastorie van de Onze-Lieve-Vrouwparochie |
| In het oud kantoor, tolhuis              |                |                       | Zutendaal    | Trichterweg 122       | 50° 55' 18" NB, 5° 36' 24" OL | 23240   | In het oud kantoor, tolhuis              |
| Ongelukskruis met calvarie en doodshoofd |                |                       | Zutendaal    | Boeneveldstraat       | 50° 56' 30" NB, 5° 33' 39" OL | 23241   | Ongelukskruis met calvarie en doodshoofd |
| Sint-Rochuskapel                         |                |                       | Zutendaal    | Maastrichterstraat 36 | 50° 55' 60" NB, 5° 35' 19" OL | 23243   | Sint-Rochuskapel                         |
| Langgestrekte hoeve                      |                |                       | Zutendaal    | Maastrichterstraat 15 | 50° 56' 4" NB, 5° 35' 17" OL  | 23244   | Langgestrekte hoeve                      |
| Langgestrekte hoeve                      |                |                       | Zutendaal    | Maastrichterstraat 25 | 50° 56' 3" NB, 5° 35' 20" OL  | 23245   | Langgestrekte hoeve                      |
| Hoeve met losstaande bestanddelen        |                |                       | Zutendaal    | Kiewitseweg 3-7       |                               | 23247   | Hoeve met losstaande bestanddelen        |
| Parochiekerk Sint-Jozef                  |                | 1936                  | Zutendaal    | Asserweg 1            | 50° 57' 11" NB, 5° 33' 34" OL | 23249   | Parochiekerk Sint-Jozef                  |
| Postkantoor                              |                |                       | Zutendaal    | Asserweg 34           | 50° 57' 16" NB, 5° 33' 40" OL | 23251   | Postkantoor                              |
| Hoeve met losse bestanddelen             |                |                       | Zutendaal    | Grotstraat 61         | 50° 56' 53" NB, 5° 33' 7" OL  | 23253   | Hoeve met losse bestanddelen             |
| Langgestrekte hoeve                      |                |                       | Zutendaal    | Oude Postweg 1        | 50° 57' 47" NB, 5° 33' 8" OL  | 23254   | Langgestrekte hoeve                      |
| Suetendaelmolen                          | Monument       |                       | Zutendaal    | Watermolenweg 5       | 50° 54' 55" NB, 5° 32' 41" OL | 200350  | Suetendaelmolen                          |
| Vier Landsherensteen                     |                |                       | Zutendaal    | Hoogputstraat         |                               | 212744  | Vier Landsherensteen                     |
| Hoeve met losse bestanddelen             |                |                       | Zutendaal    | Grotstraat 18         |                               | 216847  | Hoeve met losse bestanddelen             |